# Punta Fox
La punta Fox o punta Zorro (en inglés: Fox Point) es un cabo ubicado en la costa este de la isla Soledad del archipiélago de las Malvinas, que según la Organización de las Naciones Unidas (ONU), está en litigio de soberanía entre el Reino Unido, quien la administra como parte del territorio británico de ultramar de las Malvinas, y la Argentina, quien reclama su devolución, y la integra en el departamento Islas del Atlántico Sur de la provincia de Tierra del Fuego, Antártida e Islas del Atlántico Sur.
Este cabo marca el punto norte de la entrada del seno Choiseul. Posee un faro y se localiza al sur del Rincón del Sudeste, al sureste de Puerto Yegua, al norte de la isla del Medio. También está cerca de la playa de Bertha.
Su nombre se debe, como el del río Warrah y el asentamiento de bahía Fox, al extinto guará o zorro malvinense.